# مقاطعة ميكر (مينيسوتا)
مقاطعة ميكر (بالإنجليزية: Meeker County)‏ هي إحدى مقاطعات ولاية مينيسوتا في الولايات المتحدة الأمريكية. وفقًا لتعداد عام ٢٠٢٠، بلغ عدد سكانها ٢٣.٤٠٠ نسمة. ومقر المقاطعة هو ليتشفيلد.